# Universidade de Genebra
A Universidade de Genebra (em francês Université de Genève) é uma universidade localizada em Genebra, na Suíça. A universidade faz parte do Grupo Coimbra. A revista americana Newsweek listou-a como a 32.ª melhor universidade global. 
Em 2009 a universidade celebrou o seu 450.º aniversário com eventos públicos. Pode-se entrar na universidade pela Praça Nova e assim aceder ao Parque dos Bastiões, onde se encontra o Muro dos Reformadores.

## História

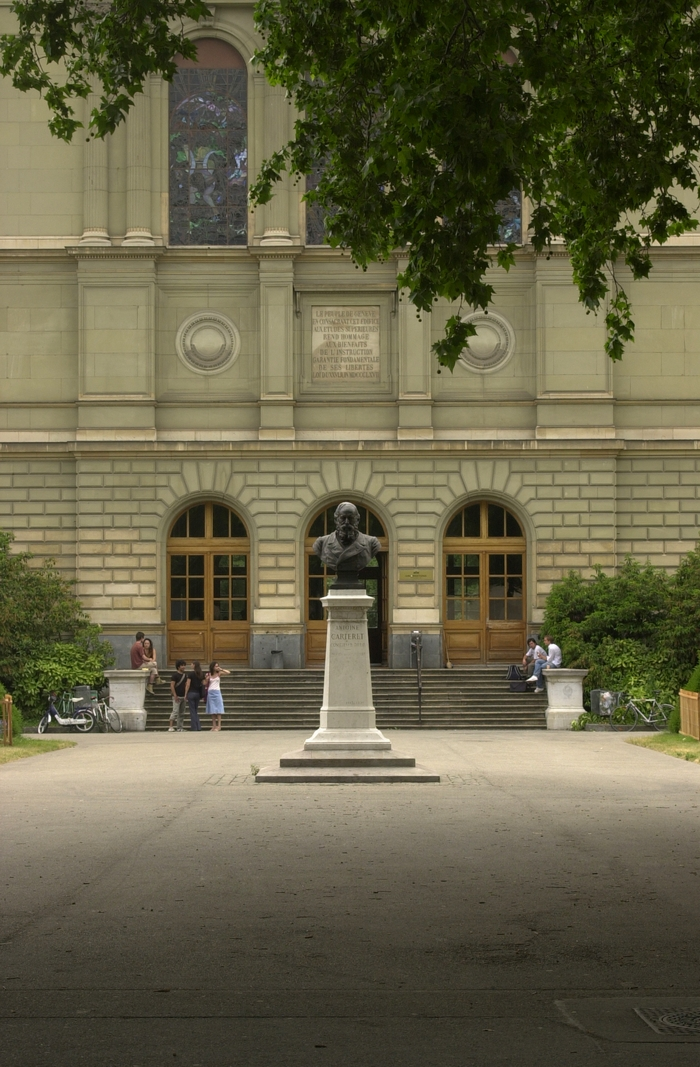
Entrada da universidade.

Foi fundada em 1559, por João Calvino com o nome de Academia de Genebra. Inicialmente um seminário teológico, também ensinava Direito. Ensinava teologia, mas, segundo as Institutas do próprio João Calvino (Institutas I, V, 2), vislumbrava uma escola de medicina durante o século XVII. Logo após, começou a incluir outras disciplinas à medida que se tornava um centro para a cultura do Iluminismo. Seu primeiro reitor foi Theodore Beza. Em 1873, rompeu com suas associações religiosas e adquiriu o status secular de universidade.
No período de Calvino, o currículo, assim como o corpo docente, da Academia de Genebra era impressionante. No corpo docente (colégio e academia) estavam: Johannes Tagantius para ensinar Filosofia. Johannes Laureatus ensinava Letras (alfabeto e leitura). Johannes Perrilius ensina conjugação de verbos, orações e exercícios da língua francesa e do latim. Petrus Dux ensinava a construção de sentenças a partir de Virgílio e a escrita lógica. Gervasius Emaltus ensinava Gramática a partir dos textos de Cícero e Ovídio, também leitura e conjugação de verbos gregos (Aristóteles, Platão e Plutarco). Johannes Barbirius ensinava Gramática grega avançada e também trabalhava com os textos de Cícero, Virgílio e Isócrates. Carolos Malbeus ensinava a história romana de Tito Lívio, a história grega de Xenofonte, Políbio e Heródoto, bem como literatura de Homero, os princípios da Dialética grega, ensinava Cícero e os seus textos como exemplos para análises gramaticais. Johannes Rendonius ensinava Dialética grega avançada, Retórica e Eloquência, ensinava os discursos de Cícero e Demóstenes, bem como textos de Homero e Virgílio. Nas Ciências Naturais, o professor de arte lia as obras de Física dos antigos gregos, chamada de Filosofia Natural. 
Hoje, a Universidade de Genebra é a segunda maior da Suíça e tem um papel dominante em certos campos. Sua localização em Genebra é ideal para estudos diplomáticos e de relações internacionais. Está entre as melhores universidades de pesquisa científica na Europa, por ter feito descobertas notáveis na ciência planetária, na genética, entre outros campos. Suas aulas são geralmente dadas em francês.
Em 2003, a Universidade de Genebra possuía cerca de 14 138 estudantes, tendo o número mais elevado de mulheres inscritas nos seus cursos. São oferecidos mais de 240 tipos de diplomas e 150 programas de pós-graduação.

## Faculdades
Hoje em dia várias faculdades se espalham pela cidade todas à volta do edifício mãe, a Uni Bastions que serve principalmente de museu, biblioteca e secretariado. Localização das diferentes faculdades que formam a Universidade de Genebra «Unige» (em francês). Visitado: Mar. 2014.

### Uni Mail
A Uni Mail é o maior edifício no país dedicado às ciências humanas e é em si mesmo o símbolo da renovação desta universidade. O edifício onde se encontra caracteriza-se por uma grande transparência com os volumes abertos sobre a cidade, alberga as faculdades de direito, de ciências económicas, de psicologia assim como a faculdade de tradução e intérprete. Fica situada no Bd du Pont-d'Arve 40 - 1205 Genève.

### Uni Pignon
A última de todas, muito pertoda Uni Mail, a  Uni Pignon veio ocupar o terreno vago do antigo Palais des expositions, o actual Palexpo. Recoberto de uma cota de malha o seu aspecto exterior modifica-se com as condições meteorológicas. Na Uni Pignon encontra-se  uma parte da Faculdade de psicologia e da ciência da educação. Fica situada na Bd du Pont-d'Arve 42 - 1205 Genève.

### Uni Dufour
A Uni Dufour é uma estrutura em betão inspirado em Le Corbusier, e assim corta com a arquitectura que a rodeia mais do tipo clássico. O edifício concentra a reitoria e a administração central da Universidade. Fica situada na Rue Général-Dufour 24 - 1204 Genève.

### Ciências
Nas margens do rio Arve o edifício resulta da vontade dupla de agrupar o ensino e a pesquisa científica e conservar a Universidade no centro do tecido urbano. O sítio é composto peles edifícios de ciências I, II et III, hoje completados pela Escola de farmácia Genève-Lausanne. Fica situada na Quai Ernest-Ansermet 30 - 1205 Genève. 

### CMU
Em Champel, o Centro médico universitário (CMU) ({{lang-fr|Centre médical universitaire}) fica ao lado do Hospital universitário de Genebra (HUG) ({{lang-fr|Hôpitaux universitaires de Genève). Edificado em 1980, o CMU está inteiramente dedicado às ciências médicas. En Setembro de 2009, as autoridades universitárias e cantonais iniciaram a construção da 5e etapa do CMU, cujos trabalhos devem terminar em fins  de 2014. Fica situada na Rue Michel-Servet 1 - 1206 Genève.

### Battelle
Situada na comuna de Carouge, longe dos tumultos urbanos e dos outros sítios universitários, os dois edifício que constituem a Battelle encontram-se no centro de um vasto parque. O conjunto está destinado a desenvolver-se a partir de 2015 para abrigar um verdadeiro minicampus dedicado ao ensino e à pesquisa. Actualmente a Battelle acolhe o Instituto das ciências do meio-ambiente e o Centre universitário de informática. Fica situada na Route de Drize 7 - 1227 Carouge.

## Galeria

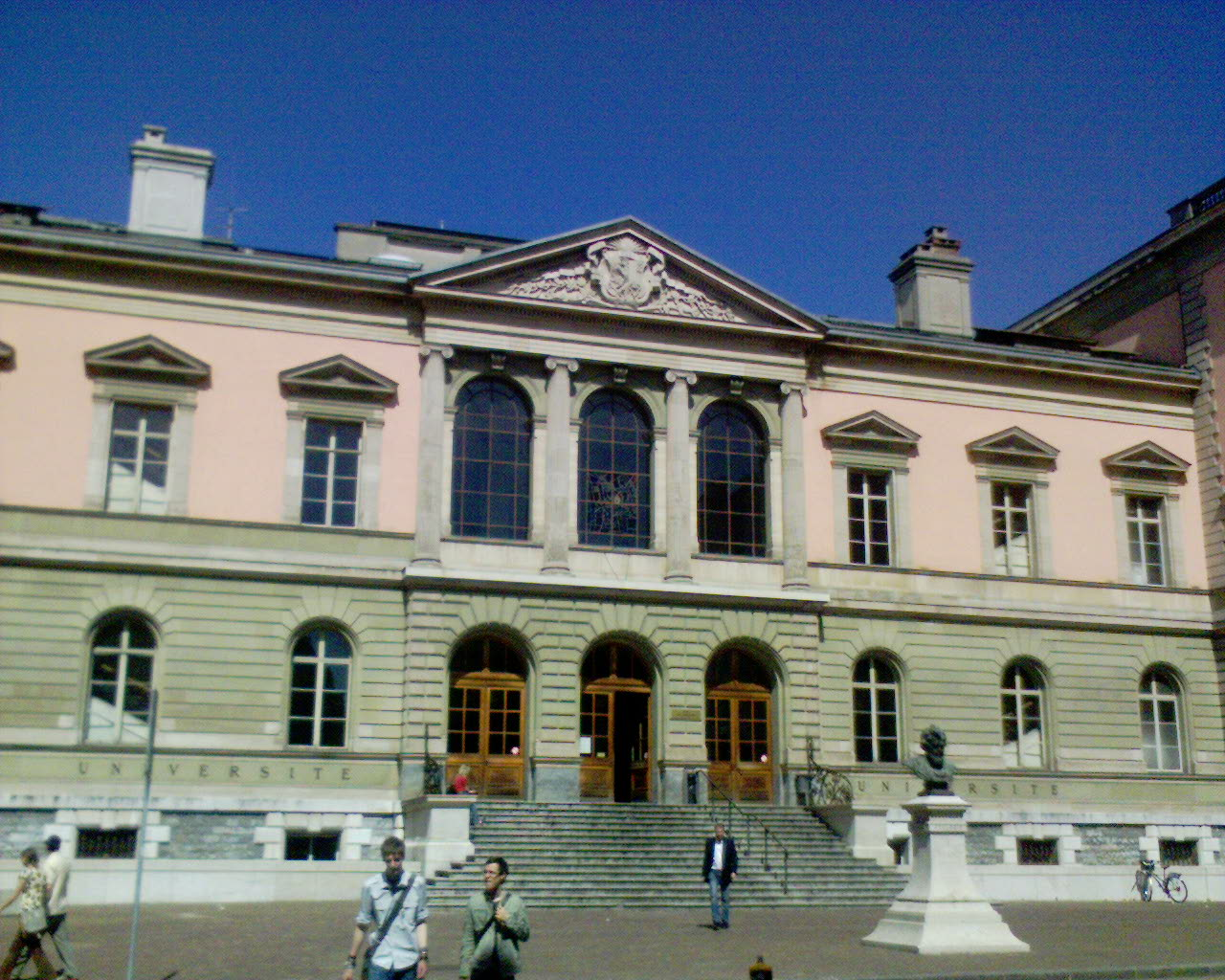
A velha Universidade (Bastions)
CMU CMU
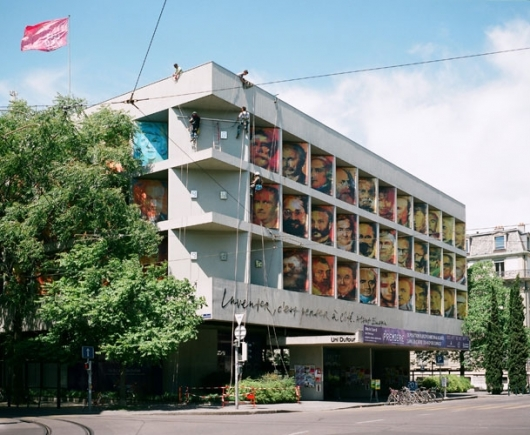
Uni Dufour
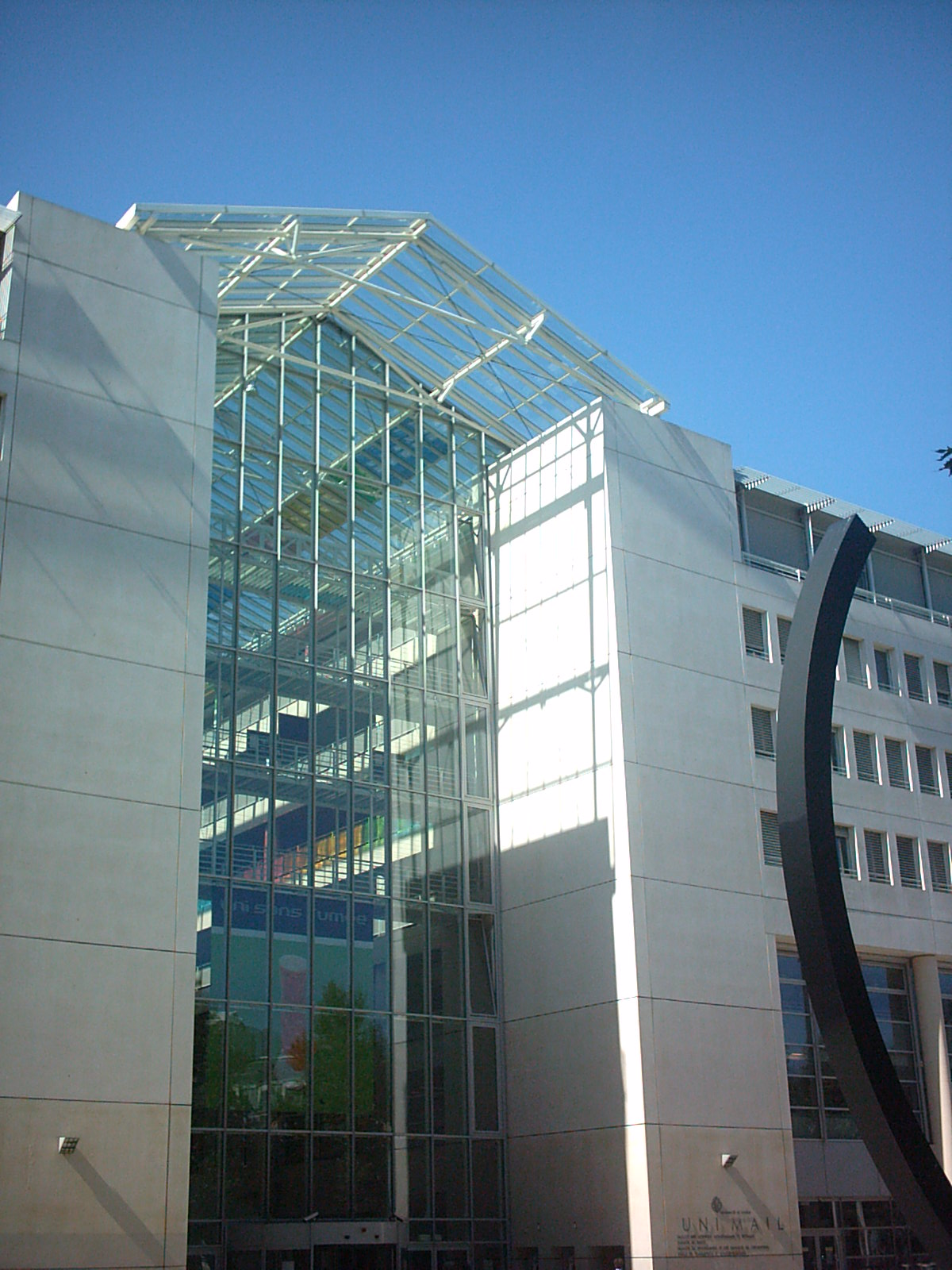
Uni-Mail